# Temporada da NBA de 2022-23
A temporada da NBA de 2022–23 foi a 77ª temporada da National Basketball Association (NBA) que começou no dia 18 de outubro de 2022 e acabou em 9 de abril de 2023. O All-Star Game da NBA de 2023 foi disputado na Vivint Arena em Salt Lake City em 19 de fevereiro de 2023. Os playoffs começaram em 15 de abril de 2023 e as finais começaram em junho de 2023. O Denver Nuggets se sagrou campeão pela primeira vez em sua história.

## Transações

### Aposentadorias
- 21 de julho de 2022 - J. J. Barea anunciou sua aposentadoria do basquete profissional. Ele ganhou um campeonato da NBA com o Dallas Mavericks em 2011 e várias medalhas de ouro com a seleção porto-riquenha.[2]
- 3 de setembro de 2022 - Jodie Meeks se aposentou do basquete profissional. Ele jogou por sete times em seus 13 anos de carreira e venceu um campeonato da NBA com o Toronto Raptors em 2019.[3]
- 31 de março de 2023 - LaMarcus Aldridge anunciou sua aposentadoria do basquete profissional. Ele jogou por três times durante seus 16 anos de carreira na NBA, foi selecionado para sete All-Star Games e teve cinco seleções para o All-NBA Team.[4]
- 22 de maio de 2023 - Carmelo Anthony anunciou sua aposentadoria da NBA. Ele jogou por seis times em 19 temporadas da NBA, foi selecionado 10 vezes para o All-Star Game, seis vezes selecionado para a All-NBA Team, liderou a liga em pontuação durante a temporada de 2012–13 e foi selecionado para a equipe do 75º aniversário da NBA.[5]
- 13 de junho de 2023 - Udonis Haslem anunciou sua aposentadoria da NBA depois que seu time perdeu nas Finais da NBA de 2023. Ele passou toda a sua carreira de 20 anos na NBA com o Miami Heat, ganhando três título com a equipe em 2006, 2012 e 2013.

### Draft
O Draft da NBA de 2022 foi realizado dia 23 de junho de 2023, no Barclays Center, no Brooklyn, em Nova Iorque. O ala-pivô Paolo Banchero foi selecionado na primeira escolha geral pelo Orlando Magic.

### Free Agency
Com as finais da NBA da temporada anterior terminando em junho pela primeira vez desde 2019, antes do início da pandemia de COVID-19, o período de free agency voltou à sua data normal de início em 1º de julho, junto com o período de moratória de julho antes que os jogadores pudessem começar a assinar novos contratos.
Em julho de 2022, o Philadelphia 76ers foi acusado de violar a moratória da liga em discussões de free agency com P. J. Tucker e Danuel House e, posteriormente, teve escolhas de segunda rodada retiradas pela liga.

### Alteração no Comando Técnico
| Fora de Temporada   |                         |                                   |
| Equipe              | 2021-22                 | 2022–23                           |
| Charlotte Hornets   | James Borrego           | Steve Clifford                    |
| Los Angeles Lakers  | Frank Vogel             | Darvin Ham                        |
| Sacramento Kings    | Alvin Gentry (interino) | Mike Brown                        |
| Utah Jazz           | Quin Snyder             | Will Hardy                        |
| Boston Celtics      | Ime Udoka (suspenso)    | Joe Mazzulla                      |
| Durante a Temporada |                         |                                   |
| Brooklyn Nets       | Steve Nash              | Jacque Vaughn                     |
| Atlanta Hawks       | Nate McMillan           | Joe Prunty (interino) Quin Snyder |

#### Fora de temporada
- 11 de abril de 2022 - O Los Angeles Lakers demitiu Frank Vogel após não se classificar aos playoffs. Em suas três temporadas com o time, Vogel levou o time a duas participações nos playoffs e foi campeão da NBA em 2020 .[9]
- 11 de abril de 2022 - O Sacramento Kings dispensou o técnico interino Alvin Gentry de suas funções. Gentry foi nomeado técnico interino depois que o time demitiu Luke Walton em novembro de 2021.[10]
- 22 de abril de 2022 - O Charlotte Hornets demitiu James Borrego após quatro anos com o time sem nenhuma participação nos playoffs.[11]
- 9 de maio de 2022 - O Sacramento Kings contratou o assistente técnico do Golden State Warriors, Mike Brown, para se tornar o novo técnico principal da equipe.[12]
- 3 de Junho de 2022 - O Los Angeles Lakers contratou Darvin Ham como seu novo treinador principal.[13]
- 5 de Junho de 2022 - Quin Snyder renunciou ao cargo de técnico do Utah Jazz após oito temporadas com o time.[14]
- 24 de Junho de 2022 - O Charlotte Hornets contratou Steve Clifford como seu treinador principal em sua segunda passagem pela equipe.[15]
- 29 de Junho de 2022 - O Utah Jazz contratou Will Hardy como seu treinador principal.[16]
- 22 de setembro de 2022 - O Boston Celtics suspendeu o técnico Ime Udoka e nomeou seu assistente Joe Mazzulla como técnico interino.[17][18][19] Em 16 de fevereiro de 2023, Mazzulla foi efetivado como treinador principal.[20]

### Durante a temporada
- 1º de novembro de 2022 - O Brooklyn Nets e o técnico Steve Nash concordaram em se separar,[21][22] e Jacque Vaughn serviu como técnico interino até 9 de novembro, quando foi efetivado como treinador principal.[23]
- 21 de fevereiro de 2023 - O Atlanta Hawks demitiu Nate McMillan, que passou três temporadas com o time. Joe Prunty, treinador adjunto da equipe, foi nomeado treinador principal interino.[24] Em 26 de fevereiro, os Hawks contrataram Quin Snyder como treinador principal.[25]

## Pré-Temporada
A NBA costuma hospedar jogos de pré-temporada em mercados fora da NBA, com os seguintes jogos sendo disputados internamente:
| Data          | Times                                           | Arena                | Local                      | Referência |
| ------------- | ----------------------------------------------- | -------------------- | -------------------------- | ---------- |
| 3 de Outubro  | Los Angeles Clippers vs. Portland Trail Blazers | Climate Pledge Arena | Seattle, Washington        | [ 26 ]     |
| 5 de Outubro  | Oklahoma City Thunder vs. Dallas Mavericks      | BOK Center           | Tulsa, Oklahoma            | [ 27 ]     |
| 5 de Outubro  | Los Angeles Lakers vs. Phoenix Suns             | T-Mobile Arena       | Paradise, Nevada           | [ 28 ]     |
| 6 de Outubro  | Los Angeles Lakers vs. Minnesota Timberwolves   | T-Mobile Arena       | Paradise, Nevada           | [ 28 ]     |
| 7 de Outubro  | Charlotte Hornets vs. Boston Celtics            | Greensboro Coliseum  | Greensboro, North Carolina | [ 29 ]     |
| 14 de Outubro | New Orleans Pelicans vs. Atlanta Hawks          | Legacy Arena         | Birmingham, Alabama        | [ 30 ]     |

### International games
As disputas de pré-temporada nos Jogos Globais da NBA, que acontecem fora dos Estados Unidos, retornaram pela primeira vez desde a pré-temporada de 2019, antes da pandemia de COVID-19.
| Data                          | Times                                        | Arena               | Local                             | Referência |
| ----------------------------- | -------------------------------------------- | ------------------- | --------------------------------- | ---------- |
| 30 de Setembro                | Golden State Warriors vs. Washington Wizards | Saitama Super Arena | Tóquio, Japão                     | [ 31 ]     |
| 2 de Outubro                  | Golden State Warriors vs. Washington Wizards | Saitama Super Arena | Tóquio, Japão                     | [ 31 ]     |
| Toronto Raptors vs. Utah Jazz | Rogers Place                                 | Edmonton, Canadá    | [ 32 ]                            |            |
| 6 de Outubro                  | Atlanta Hawks vs. Milwaukee Bucks            | Etihad Arena        | Abu Dhabi, Emirados Árabes Unidos | [ 33 ]     |
| 8 de Outubro                  | Atlanta Hawks vs. Milwaukee Bucks            | Etihad Arena        | Abu Dhabi, Emirados Árabes Unidos | [ 33 ]     |
| 14 de Outubro                 | Toronto Raptors vs. Boston Celtics           | Bell Centre         | Montreal, Canadá                  | [ 32 ]     |

## Temporada Regular
A temporada regular começou em 18 de outubro de 2022 e terminou em 9 de abril de 2023.
| Conferência Leste    |    |                     |    |    |       |
| Divisão do Atlântico |    |                     |    |    |       |
| #                    | C  | Equipe              | V  | D  | PCT   |
| 1                    | 2  | Boston Celtics      | 57 | 25 | 0.695 |
| 2                    | 3  | Philadelphia 76ers  | 54 | 28 | 0.659 |
| 3                    | 5  | New York Knicks     | 47 | 35 | 0.573 |
| 4                    | 6  | Brooklyn Nets       | 45 | 37 | 0.549 |
| 5                    | 9  | Toronto Raptors     | 41 | 41 | 0.500 |
| Divisão Central      |    |                     |    |    |       |
| #                    | C  | Equipe              | V  | D  | PCT   |
| 1                    | 1  | Milwaukee Bucks     | 58 | 24 | 0.707 |
| 2                    | 4  | Cleveland Cavaliers | 51 | 31 | 0.622 |
| 3                    | 10 | Chicago Bulls       | 40 | 42 | 0.488 |
| 4                    | 11 | Indiana Pacers      | 35 | 47 | 0.427 |
| 5                    | 15 | Detroit Pistons     | 17 | 65 | 0.207 |
| Divisão Sudeste      |    |                     |    |    |       |
| #                    | C  | Equipe              | V  | D  | PCT   |
| 1                    | 7  | Miami Heat          | 44 | 38 | 0.537 |
| 2                    | 8  | Atlanta Hawks       | 41 | 41 | 0.500 |
| 3                    | 12 | Washington Wizards  | 35 | 47 | 0.427 |
| 4                    | 13 | Orlando Magic       | 34 | 48 | 0.415 |
| 5                    | 14 | Charlotte Hornets   | 27 | 55 | 0.329 |

| Conferência Oeste   |    |                        |    |    |       |
| Divisão Noroeste    |    |                        |    |    |       |
| #                   | C  | Equipe                 | V  | D  | PCT   |
| 1                   | 1  | Denver Nuggets         | 53 | 29 | 0.646 |
| 2                   | 8  | Minnesota Timberwolves | 42 | 40 | 0.512 |
| 3                   | 10 | Oklahoma City Thunder  | 40 | 42 | 0.488 |
| 4                   | 12 | Utah Jazz              | 37 | 45 | 0.451 |
| 5                   | 13 | Portland Trail Blazers | 33 | 49 | 0.402 |
| Divisão do Pacífico |    |                        |    |    |       |
| #                   | C  | Equipe                 | V  | D  | PCT   |
| 1                   | 3  | Sacramento Kings       | 48 | 34 | 0.585 |
| 2                   | 4  | Phoenix Suns           | 45 | 37 | 0.549 |
| 3                   | 5  | LA Clippers            | 44 | 38 | 0.537 |
| 4                   | 6  | Golden State Warriors  | 44 | 38 | 0.537 |
| 5                   | 7  | Los Angeles Lakers     | 43 | 39 | 0.524 |
| Divisão Sudoeste    |    |                        |    |    |       |
| #                   | C  | Equipe                 | V  | D  | PCT   |
| 1                   | 2  | Memphis Grizzlies      | 51 | 31 | 0.622 |
| 2                   | 9  | New Orleans Pelicans   | 42 | 40 | 0.512 |
| 3                   | 11 | Dallas Mavericks       | 38 | 44 | 0.463 |
| 4                   | 14 | Houston Rockets        | 22 | 60 | 0.268 |
| 5                   | 15 | San Antonio Spurs      | 22 | 60 | 0.268 |

# = Posição na divisão, C = Posição na conferência, V = Vitórias, D = Derrotas, PCT = aproveitamento %

### Classificação por conferência
| #  | Conferência Leste       | Conferência Leste | Conferência Leste | Conferência Leste | Conferência Leste | Conferência Leste |
| #  | Time                    | V                 | D                 | PCT               | JA                | J                 |
| -- | ----------------------- | ----------------- | ----------------- | ----------------- | ----------------- | ----------------- |
| 1  | Milwaukee Bucks - z     | 58                | 24                | .707              | --                | 82                |
| 2  | Boston Celtics - y      | 57                | 25                | .695              | 1.0               | 82                |
| 3  | Philadelphia 76ers - x  | 54                | 28                | .659              | 4.0               | 82                |
| 4  | Cleveland Cavaliers - x | 51                | 31                | .622              | 7.0               | 82                |
| 5  | New York Knicks - x     | 47                | 35                | .573              | 11.0              | 82                |
| 6  | Brooklyn Nets - x       | 45                | 37                | .549              | 13.0              | 82                |
|    |                         |                   |                   |                   |                   |                   |
| 7  | Miami Heat - pi         | 44                | 38                | .537              | 14.0              | 82                |
| 8  | Atlanta Hawks - pi      | 41                | 41                | .500              | 17.0              | 82                |
| 9  | Toronto Raptors - pi    | 41                | 41                | .500              | 17.0              | 82                |
| 10 | Chicago Bulls - pi      | 40                | 42                | .488              | 18.0              | 82                |
|    |                         |                   |                   |                   |                   |                   |
| 11 | Indiana Pacers - o      | 35                | 47                | .427              | 23.0              | 82                |
| 12 | Washington Wizards - o  | 35                | 47                | .427              | 23.0              | 82                |
| 13 | Orlando Magic - o       | 34                | 48                | .415              | 24.0              | 82                |
| 14 | Charlotte Hornets- o    | 27                | 55                | .329              | 31.0              | 82                |
| 15 | Detroit Pistons - o     | 17                | 65                | .207              | 41.0              | 82                |

| #  | Conferência Oeste           | Conferência Oeste | Conferência Oeste | Conferência Oeste | Conferência Oeste | Conferência Oeste |
| #  | Time                        | V                 | D                 | PCT               | JA                | J                 |
| -- | --------------------------- | ----------------- | ----------------- | ----------------- | ----------------- | ----------------- |
| 1  | Denver Nuggets - c          | 53                | 29                | .646              | --                | 82                |
| 2  | Memphis Grizzlies - y       | 51                | 31                | .622              | 2.0               | 82                |
| 3  | Sacramento Kings - y        | 48                | 34                | .585              | 5.0               | 82                |
| 4  | Phoenix Suns - x            | 45                | 37                | .549              | 8.0               | 82                |
| 5  | LA Clippers - x             | 44                | 38                | .537              | 9.0               | 82                |
| 6  | Golden State Warriors - x   | 44                | 38                | .537              | 9.0               | 82                |
|    |                             |                   |                   |                   |                   |                   |
| 7  | Los Angeles Lakers - pi     | 43                | 39                | .524              | 10.0              | 82                |
| 8  | Minnesota Timberwolves - pi | 42                | 40                | .512              | 11.0              | 82                |
| 9  | New Orleans Pelicans - pi   | 42                | 40                | .512              | 11.0              | 82                |
| 10 | Oklahoma City Thunder - pi  | 40                | 42                | .488              | 13.0              | 82                |
|    |                             |                   |                   |                   |                   |                   |
| 11 | Dallas Mavericks - o        | 38                | 44                | .463              | 15.0              | 82                |
| 12 | Utah Jazz - o               | 37                | 45                | .451              | 16.0              | 82                |
| 13 | Portland Trail Blazers - o  | 33                | 49                | .402              | 20.0              | 82                |
| 14 | Houston Rockets - o         | 22                | 60                | .268              | 31.0              | 82                |
| 15 | San Antonio Spurs - o       | 22                | 60                | .268              | 31.0              | 82                |

| Notas - c – Ganhou a vantagem de decidir em casa até a decisão de conferência dos playoffs. | - o - Eliminado das chances de playoffs. |

### Jogos Internacionais
Depois de quase três anos sem um jogo internacional da temporada regular devido à pandemia de COVID-19, a NBA trouxe de volta os NBA Global Games com dois confrontos da temporada regular:
| Data                      | Times                             | Arena                     | Local                     | Referência                |
| NBA Mexico City Game 2022 | NBA Mexico City Game 2022         | NBA Mexico City Game 2022 | NBA Mexico City Game 2022 | NBA Mexico City Game 2022 |
| ------------------------- | --------------------------------- | ------------------------- | ------------------------- | ------------------------- |
| 17 de Dezembro de 2022    | Miami Heat vs. San Antonio Spurs  | Mexico City Arena         | Cidade do México, México  | [ 34 ]                    |
| NBA Paris Game 2023       |                                   |                           |                           |                           |
| 19 de Janeiro de 2023     | Chicago Bulls vs. Detroit Pistons | Accor Arena               | Paris, França             | [ 34 ]                    |

## Torneio Play-in
A NBA realizará um torneio play-in para as equipes classificadas do 7º ao 10º lugar em cada conferência de 11 a 14 de abril de 2023. A equipe do 7º colocado jogará com a equipe do 8º lugar, com o vencedor conquistando a 7ª colocação nos playoffs. O time do 9º colocado jogará com o time do 10º lugar sendo o perdedor eliminado da disputa do playoff. O perdedor do jogo do 7º ao 8º lugar jogará então com o vencedor do jogo do 9º ao 10º lugar, com o vencedor conquistando a oitava posição e o perdedor sendo eliminado.
| Conferência Leste |

|  | Primeira rodada | Primeira rodada | Primeira rodada |               |    | Segunda rodada | Segunda rodada | Segunda rodada |  |
|  |                 |                 |                 |               |    |                |                |                |  |
|  | 7               | Miami Heat      | 105             |               |    |                |                |                |  |
|  | 7               | Miami Heat      | 105             |               |    |                |                |                |  |
|  | 8               | Atlanta Hawks   | 116             |               |    |                |                |                |  |
|  | 8               | Atlanta Hawks   | 116             |               | 7  | Miami Heat     | 102            |                |  |
|  |                 |                 |                 |               | 7  | Miami Heat     | 102            |                |  |
|  |                 |                 | 10              | Chicago Bulls | 91 |                |                |                |  |
|  | 9               | Toronto Raptors | 10              | Chicago Bulls | 91 | 105            |                |                |  |
|  | 9               | Toronto Raptors |                 |               |    |                |                |                |  |
|  | 10              | Chicago Bulls   | 109             |               |    |                |                |                |  |

| Conferência Oeste |

|  | Primeira rodada | Primeira rodada           | Primeira rodada |                       |    | Segunda rodada         | Segunda rodada | Segunda rodada |  |
|  |                 |                           |                 |                       |    |                        |                |                |  |
|  | 7               | Los Angeles Lakers (PRG)* | 108             |                       |    |                        |                |                |  |
|  | 7               | Los Angeles Lakers (PRG)* | 108             |                       |    |                        |                |                |  |
|  | 8               | Minnesota Timberwolves    | 102             |                       |    |                        |                |                |  |
|  | 8               | Minnesota Timberwolves    | 102             |                       | 8  | Minnesota Timberwolves | 120            |                |  |
|  |                 |                           |                 |                       | 8  | Minnesota Timberwolves | 120            |                |  |
|  |                 |                           | 10              | Oklahoma City Thunder | 95 |                        |                |                |  |
|  | 9               | New Orleans Pelicans      | 10              | Oklahoma City Thunder | 95 | 118                    |                |                |  |
|  | 9               | New Orleans Pelicans      |                 |                       |    |                        |                |                |  |
|  | 10              | Oklahoma City Thunder     | 123             |                       |    |                        |                |                |  |

Itálico - Mando de quadra | Negrito - Vencedor do Confronto | * - Jogo foi pra prorrogação

## Pós-temporada
Os playoffs começaram em 15 de abril de 2023. As finais começaram em 1 de junho.
|  | Primeira rodada   | Primeira rodada        | Primeira rodada |                    |    | Semifinais de Conferência | Semifinais de Conferência | Semifinais de Conferência |  |  | Finais de Conferência | Finais de Conferência | Finais de Conferência |  |  | Finais da NBA | Finais da NBA | Finais da NBA |  |
|  |                   |                        |                 |                    |    |                           |                           |                           |  |  |                       |                       |                       |  |  |               |               |               |  |
|  | 1                 | Milwaukee Bucks*       | 1               |                    |    |                           |                           |                           |  |  |                       |                       |                       |  |  |               |               |               |  |
|  | 1                 | Milwaukee Bucks*       | 1               |                    |    |                           |                           |                           |  |  |                       |                       |                       |  |  |               |               |               |  |
|  | 8                 | Miami Heat*            | 4               |                    |    |                           |                           |                           |  |  |                       |                       |                       |  |  |               |               |               |  |
|  | 8                 | Miami Heat*            | 4               |                    | 8  | Miami Heat*               | 4                         |                           |  |  |                       |                       |                       |  |  |               |               |               |  |
|  |                   |                        |                 |                    | 8  | Miami Heat*               | 4                         |                           |  |  |                       |                       |                       |  |  |               |               |               |  |
|  |                   |                        | 5               | New York Knicks    | 2  |                           |                           |                           |  |  |                       |                       |                       |  |  |               |               |               |  |
|  | 4                 | Cleveland Cavaliers    | 5               | New York Knicks    | 2  | 1                         |                           |                           |  |  |                       |                       |                       |  |  |               |               |               |  |
|  | 4                 | Cleveland Cavaliers    |                 |                    |    |                           |                           |                           |  |  |                       |                       |                       |  |  |               |               |               |  |
|  | 5                 | New York Knicks        | 4               |                    |    |                           |                           |                           |  |  |                       |                       |                       |  |  |               |               |               |  |
|  | 5                 | New York Knicks        | 4               |                    | 8  | Miami Heat*               | 4                         |                           |  |  |                       |                       |                       |  |  |               |               |               |  |
|  | Conferência Leste |                        |                 |                    | 8  | Miami Heat*               | 4                         |                           |  |  |                       |                       |                       |  |  |               |               |               |  |
|  |                   |                        | 2               | Boston Celtics*    | 3  |                           |                           |                           |  |  |                       |                       |                       |  |  |               |               |               |  |
|  | 3                 | Philadelphia 76ers     | 2               | Boston Celtics*    | 3  | 4                         |                           |                           |  |  |                       |                       |                       |  |  |               |               |               |  |
|  | 3                 | Philadelphia 76ers     |                 |                    |    |                           |                           |                           |  |  |                       |                       |                       |  |  |               |               |               |  |
|  | 6                 | Brooklyn Nets          | 0               |                    |    |                           |                           |                           |  |  |                       |                       |                       |  |  |               |               |               |  |
|  | 6                 | Brooklyn Nets          | 0               |                    | 3  | Philadelphia 76ers        | 3                         |                           |  |  |                       |                       |                       |  |  |               |               |               |  |
|  |                   |                        |                 |                    | 3  | Philadelphia 76ers        | 3                         |                           |  |  |                       |                       |                       |  |  |               |               |               |  |
|  |                   |                        | 2               | Boston Celtics*    | 4  |                           |                           |                           |  |  |                       |                       |                       |  |  |               |               |               |  |
|  | 2                 | Boston Celtics*        | 2               | Boston Celtics*    | 4  | 4                         |                           |                           |  |  |                       |                       |                       |  |  |               |               |               |  |
|  | 2                 | Boston Celtics*        |                 |                    |    |                           |                           |                           |  |  |                       |                       |                       |  |  |               |               |               |  |
|  | 7                 | Atlanta Hawks          | 2               |                    |    |                           |                           |                           |  |  |                       |                       |                       |  |  |               |               |               |  |
|  | 7                 | Atlanta Hawks          | 2               |                    | L8 | Miami Heat*               | 1                         |                           |  |  |                       |                       |                       |  |  |               |               |               |  |
|  |                   |                        |                 |                    |    |                           |                           |                           |  |  |                       |                       |                       |  |  |               |               |               |  |
|  |                   |                        | O1              | Denver Nuggets*    | 4  |                           |                           |                           |  |  |                       |                       |                       |  |  |               |               |               |  |
|  | 1                 | Denver Nuggets*        | O1              | Denver Nuggets*    | 4  | 4                         |                           |                           |  |  |                       |                       |                       |  |  |               |               |               |  |
|  | 1                 | Denver Nuggets*        |                 |                    |    |                           |                           |                           |  |  |                       |                       |                       |  |  |               |               |               |  |
|  | 8                 | Minnesota Timberwolves | 1               |                    |    |                           |                           |                           |  |  |                       |                       |                       |  |  |               |               |               |  |
|  | 8                 | Minnesota Timberwolves | 1               |                    | 1  | Denver Nuggets*           | 4                         |                           |  |  |                       |                       |                       |  |  |               |               |               |  |
|  |                   |                        |                 |                    | 1  | Denver Nuggets*           | 4                         |                           |  |  |                       |                       |                       |  |  |               |               |               |  |
|  |                   |                        | 4               | Phoenix Suns       | 2  |                           |                           |                           |  |  |                       |                       |                       |  |  |               |               |               |  |
|  | 4                 | Phoenix Suns           | 4               | Phoenix Suns       | 2  | 4                         |                           |                           |  |  |                       |                       |                       |  |  |               |               |               |  |
|  | 4                 | Phoenix Suns           |                 |                    |    |                           |                           |                           |  |  |                       |                       |                       |  |  |               |               |               |  |
|  | 5                 | Los Angeles Clippers   | 1               |                    |    |                           |                           |                           |  |  |                       |                       |                       |  |  |               |               |               |  |
|  | 5                 | Los Angeles Clippers   | 1               |                    | 1  | Denver Nuggets*           | 4                         |                           |  |  |                       |                       |                       |  |  |               |               |               |  |
|  | Conferência Oeste |                        |                 |                    | 1  | Denver Nuggets*           | 4                         |                           |  |  |                       |                       |                       |  |  |               |               |               |  |
|  |                   |                        | 7               | Los Angeles Lakers | 0  |                           |                           |                           |  |  |                       |                       |                       |  |  |               |               |               |  |
|  | 3                 | Sacramento Kings*      | 7               | Los Angeles Lakers | 0  | 3                         |                           |                           |  |  |                       |                       |                       |  |  |               |               |               |  |
|  | 3                 | Sacramento Kings*      |                 |                    |    |                           |                           |                           |  |  |                       |                       |                       |  |  |               |               |               |  |
|  | 6                 | Golden State Warriors  | 4               |                    |    |                           |                           |                           |  |  |                       |                       |                       |  |  |               |               |               |  |
|  | 6                 | Golden State Warriors  | 4               |                    | 6  | Golden State Warriors     | 2                         |                           |  |  |                       |                       |                       |  |  |               |               |               |  |
|  |                   |                        |                 |                    | 6  | Golden State Warriors     | 2                         |                           |  |  |                       |                       |                       |  |  |               |               |               |  |
|  |                   |                        | 7               | Los Angeles Lakers | 4  |                           |                           |                           |  |  |                       |                       |                       |  |  |               |               |               |  |
|  | 2                 | Memphis Grizzlies*     | 7               | Los Angeles Lakers | 4  | 2                         |                           |                           |  |  |                       |                       |                       |  |  |               |               |               |  |
|  | 2                 | Memphis Grizzlies*     |                 |                    |    |                           |                           |                           |  |  |                       |                       |                       |  |  |               |               |               |  |
|  | 7                 | Los Angeles Lakers     | 4               |                    |    |                           |                           |                           |  |  |                       |                       |                       |  |  |               |               |               |  |

* - Campeão da Divisão | Itálico - Mando de quadra | Negrito - Vencedor do Confronto
| NBA - Temporada 2022/23             |
| ----------------------------------- |
| Denver Nuggets Campeão (1.º título) |

## Estatísticas
| Líderes de estatísticas individuais |                         |                               |       |
| Categoria                           | Jogador                 | Equipe                        | Est.  |
| Pontos por jogo                     | Joel Embiid             | Philadelphia 76ers            | 33.1  |
| Pontos totais                       | Jayson Tatum            | Boston Celtics                | 2225  |
| Rebotes por jogo                    | Domantas Sabonis        | Sacramento Kings              | 12.3  |
| Rebotes totais                      | Domantas Sabonis        | Sacramento Kings              | 973   |
| Assistências por jogo               | James Harden            | Philadelphia 76ers            | 10.7  |
| Assistências totais                 | Trae Young              | Atlanta Hawks                 | 741   |
| Roubadas por jogo                   | OG Anunoby              | Toronto Raptors               | 1.9   |
| Roubadas totais                     | De'Anthony Melton       | Philadelphia 76ers            | 128   |
| Tocos por jogo                      | Jaren Jackson Jr.       | Memphis Grizzlies             | 3.0   |
| Tocos totais                        | Brook Lopez             | Milwaukee Bucks               | 193   |
| Turnovers por jogo                  | Trae Young              | Atlanta Hawks                 | 4.1   |
| Faltas por jogo                     | Domantas Sabonis        | Sacramento Kings              | 3.5   |
| Minutos por jogo                    | Pascal Siakam           | Toronto Raptors               | 37.4  |
| Arremessos certos (%)               | Nic Claxton             | Brooklyn Nets                 | 70.5% |
| Arremessos certos totais            | Joel Embiid             | Philadelphia 76ers            | 728   |
| Lances Livres (%)                   | Tyler Herro             | Miami Heat                    | 93.4% |
| Lances livres certos totais         | Shai Gilgeous-Alexander | Oklahoma City Thunder         | 669   |
| Cestas de três (%)                  | Luke Kennard            | LA Clippers Memphis Grizzlies | 49.4% |
| Cestas de três totais               | Klay Thompson           | Golden State Warriors         | 301   |
| Duplo-duplos                        | Domantas Sabonis        | Sacramento Kings              | 65    |
| Triplo-duplos                       | Nikola Jokić            | Denver Nuggets                | 29    |

| Equipes líderes de estatísticas |                       |       |
| Categoria                       | Equipe                | Est.  |
| Pontos por jogo                 | Sacramento Kings      | 120.7 |
| Rebotes por jogo                | Milwaukee Bucks       | 48.6  |
| Assistências por jogo           | Golden State Warriors | 29.8  |
| Roubadas por jogo               | Toronto Raptors       | 9.4   |
| Tocos por jogo                  | Brooklyn Nets         | 6.2   |
| Turnovers por jogo              | Golden State Warriors | 15.7  |
| Faltas por jogo                 | Detroit Pistons       | 22.2  |
| Arremessos (FG)                 | Denver Nuggets        | 50.4% |
| Lances livres                   | Philadelphia 76ers    | 83.5% |
| Cestas de três                  | Philadelphia 76ers    | 38.7% |

### Recordes individuais de temporada
| Líderes de estatísticas individuais de um único jogo |                   |                        |      |
| Categoria                                            | Jogador           | Equipe                 | Est. |
| Pontos                                               | Damian Lillard    | Portland Trail Blazers | 71   |
| Pontos                                               | Donovan Mitchell  | Cleveland Cavaliers    | 71   |
| Rebotes                                              | Ivica Zubac       | Los Angeles Clippers   | 29   |
| Assistências                                         | James Harden      | Philadelphia 76ers     | 21   |
| Roubos                                               | De'Anthony Melton | Philadelphia 76ers     | 7    |
| Roubos                                               | D'Angelo Russell  | Minnesota Timberwolves | 7    |
| Tocos                                                | Brook Lopez       | Milwaukee Bucks        | 9    |
| Cestas de três pontos                                | Damian Lillard    | Portland Trail Blazers | 13   |

## Prêmios individuais
| Prêmios da NBA de 2022-23               |                                          | |
| Prêmio                                  | Vencedor(es)                             | Finalistas |
| Jogador mais valioso (MVP)              | Joel Embiid (Philadelphia 76ers)         | Nikola Jokić (Denver Nuggets) Giannis Antetokounmpo (Milwaukee Bucks)                                                                                               |
| Jogador defensivo do ano                | Jaren Jackson Jr. (Memphis Grizzlies)    | Brook Lopez (Milwaukee Bucks) Evan Mobley (Cleveland Cavaliers) |
| Novato do ano                           | Paolo Banchero (Orlando Magic)           | Walker Kessler (Utah Jazz) Jalen Williams (Oklahoma City Thunder)                                                                                                   |
| Sexto homem do ano                      | Malcolm Brogdon (Boston Celtics)         | Bobby Portis (Milwaukee Bucks) Immanuel Quickley (New York Knicks)                                                                                                  |
| Jogador que mais evoluiu do ano         | Lauri Markkanen (Utah Jazz)              | Jalen Brunson (New York Knicks) Shai Gilgeous-Alexander (Oklahoma City Thunder)                                                                                     |
| Jogador mais "clutch" (decisivo) do ano | De'Aaron Fox (Sacramento Kings)          | Jimmy Butler (Miami Heat) DeMar DeRozan (Chicago Bulls) |
| Técnico do ano                          | Mike Brown (Sacramento Kings)            | Mark Daigneault (Oklahoma City Thunder) Joe Mazzulla (Boston Celtics)                                                                                               |
| Executivo do ano                        | Monte McNair (Sacramento Kings)          | Koby Altman (Cleveland Cavaliers) Calvin Booth (Denver Nuggets) Justin Zanik (Utah Jazz)                                                                            |
| Prêmio de esportividade                 | Mike Conley Jr. (Minnesota Timberwolves) | Boban Marjanović (Houston Rockets) Darius Garland (Cleveland Cavaliers) Bam Adebayo (Miami Heat) Harrison Barnes (Sacramento Kings) Jalen Brunson (New York Knicks) |
| Prêmio de Justiça social                | Stephen Curry (Golden State Warriors)    | Chris Paul (Phoenix Suns) Jaren Jackson Jr. (Memphis Grizzlies) Tre Jones (San Antonio Spurs) Grant Williams (Boston Celtics)                                       |
| Companheiro de equipe                   | Jrue Holiday (Milwaukee Bucks)           | |
| MVP das Finais de Conferência (Oeste)   | Nikola Jokić (Denver Nuggets)            | |
| MVP das Finais de Conferência (Leste)   | Jimmy Butler (Miami Heat)                | |
| MVP das Finais da NBA                   | Nikola Jokic (Denver Nuggets)            | |

| - All-NBA Team - All-NBA First Team: - Giannis Antetokounmpo, Milwaukee Bucks - Luka Dončić, Dallas Mavericks - Joel Embiid, Philadelphia 76ers - Shai Gilgeous-Alexander, Oklahoma City Thunder - Jayson Tatum, Boston Celtics - All-NBA Second Team: - Jaylen Brown, Boston Celtics - Jimmy Butler, Miami Heat - Stephen Curry, Golden State Warriors - Nikola Jokić, Denver Nuggets - Donovan Mitchell, Cleveland Cavaliers - All-NBA Third Team: - De'Aaron Fox, Sacramento Kings - LeBron James, Los Angeles Lakers - Damian Lillard, Portland Trail Blazers - Julius Randle, New York Knicks - Domantas Sabonis, Sacramento Kings - NBA All-Defensive Team - NBA All-Defensive First Team - Jaren Jackson Jr., Memphis Grizzlies - Evan Mobley, Cleveland Cavaliers - Brook Lopez, Milwaukee Bucks - Alex Caruso, Chicago Bulls - Jrue Holiday, Milwaukee Bucks - NBA All-Defensive Second Team - Bam Adebayo, Miami Heat - Derrick White, Boston Celtics - OG Anunoby, Toronto Raptors - Dillon Brooks, Memphis Grizzlies - Draymond Green, Golden State Warriors - NBA All-Rookie Team - NBA All-Rookie First Team: - Keegan Murray, Sacramento Kings - Bennedict Mathurin, Indiana Pacers - Jalen Williams, Oklahoma City Thunder - Paolo Banchero, Orlando Magic - Walker Kessler, Utah Jazz - NBA All-Rookie Second Team: - Jaden Ivey, Detroit Pistons - Jalen Duren, Detroit Pistons - Jeremy Sochan, San Antonio Spurs - Jabari Smith Jr., Houston Rockets - Tari Eason, Houston Rockets |

## Arenas
A arena do Miami Heat, anteriormente conhecida como FTX Arena, foi renomeada para Kaseya Center em 4 de abril de 2023. Anteriormente, foi renomeada para Miami-Dade Center em 12 de janeiro, depois que o contrato anterior de naming rights com a FTX foi encerrado devido à falência da empresa.

## Meios de comunicação
Este é o sétimo ano de um contrato de nove anos com ABC, ESPN, TNT e NBA TV. A ESPN transmite jogos de quarta e sexta à noite durante a maior parte da temporada e jogos durante algumas noites de domingo de fevereiro a abril. A ABC exibe o NBA Saturday Primetime durante oito noites de sábado selecionadas entre dezembro e março e o NBA Sunday Showcase em três tardes de domingo selecionadas em fevereiro e início de março. Na TNT vai ao ar jogos de terça-feira durante toda a temporada e jogos de quinta-feira de janeiro a abril. A NBA TV transmite os jogos principalmente às segundas-feiras durante toda a temporada, sábados e domingos à noite durante a maior parte da temporada, quintas-feiras durante a primeira metade da temporada, sextas-feiras durante a segunda metade da temporada e em qualquer outro momento em que nem ESPN/ABC nem TNT vão transmitir jogos nacionalmente.
Cinco jogos do dia de Natal foram programados para esta temporada. Todos os cinco foram ao ar na ESPN e ABC, provavelmente em uma tentativa de contra programar a programação da NFL. Por outro lado, quatro jogos foram realizados no dia de Martin Luther King Jr., com a TNT e a NBA TV exibindo dois deles cada.
A NBA designou de 24 a 28 de janeiro como a "Semana dos Rivais da NBA", com todos os jogos televisionados nacionalmente apresentando "rivalidades clássicas e emergentes entre times e jogadores".
No último dia da temporada regular, 9 de abril, dois jogos com implicações nos playoffs foram transferidos para o doubleheader da tarde da ESPN.
Em outubro de 2022, os Clippers lançaram um serviço de streaming direto ao consumidor chamado ClipperVision. O serviço inclui todos os jogos não nacionais.
Em 8 de março de 2023, a ESPN tinha outra equipe feminina para um jogo da NBA pelo segundo ano consecutivo. A transmissão das 19h30 entre o Dallas Mavericks e o New Orleans Pelicans teve Beth Mowins e Doris Burke como comentaristas, com Cassidy Hubbarth na linha lateral.

## Ocorrências Notáveis
- A NBA e a NBPA (Associação dos Jogadores) anunciaram um plano de pensão para ex-jogadores da ABA que jogaram pelo menos três temporadas na liga.[60]
- O Conselho de Governadores aprovou a adoção permanente do Torneio Play-In da NBA que estava em vigor nas duas temporadas anteriores. Anteriormente, o Conselho aprovava o torneio temporada a temporada.[61]
- A liga instituiu uma nova penalidade para a "falta para matar contra-ataque". A equipe atacante terá direito a um lance livre e manterá a posse de bola com esta penalidade. O jogador defensivo que cometer a falta será punido com uma falta pessoal comum. Anteriormente, a penalidade era uma falta pessoal comum do jogador infrator e uma saída lateral para o time ofensivo caso não estivesse no bônus.[62]
- Após a morte do 11 vezes campeão Bill Russell, a NBA retirou permanentemente o número 6 da liga, a primeira vez que o número de um jogador foi retirado de todos os times da liga.[63] No entanto, os jogadores que já usavam o número 6 poderiam manter seu número, a menos que o mudem voluntariamente ou se aposentem.[64]
- A NBA homenageou Russell com um patch de camisa. Cada equipe usava um patch comemorativo na manga direita de suas camisas com o número 6. Cada quadra da NBA homenageou Russell com um logotipo em forma de trevo com o número 6 na linha lateral.[63]
- 9 de julho de 2022 - Nikola Jokić assinou uma extensão supermax de cinco anos no valor de US$ 264 milhões de dólares com o Denver Nuggets, a maior da história da liga.[65][66]
- 13 de setembro de 2022 - A NBA e a WNBA suspenderam o proprietário do Phoenix Suns, Robert Sarver, por um ano depois que uma investigação independente determinou que ele usou palavras racistas várias vezes, assediou sexualmente e agrediu vários funcionários do sexo masculino e feminino e se envolveu em comportamento degradante em relação a funcionários.[67][68][69]
- 21 de setembro de 2022 - Sarver anunciou que estava explorando a venda das franquias Suns e Phoenix Mercury da WNBA.[70]
- Um recorde de 23 canadenses apareceu nas escalações da noite de abertura,[71] marcando a nona temporada consecutiva do Canadá como o segundo país mais representado na NBA.[72]
- 19 de outubro de 2022 - Walker Kessler do Utah Jazz se tornou o primeiro jogador a registrar um duplo-duplo com 12 pontos e 10 rebotes ao acertar 100% (5/5) em sua estreia como novato.[73]
- 22 de outubro de 2022 - Paolo Banchero do Orlando Magic se tornou o primeiro adolescente a marcar 20 pontos ou mais em seus três primeiros jogos.[74] Essa sequência terminou em seu 7º jogo, onde marcou 18 pontos em 30 de outubro de 2022.[75]
- 28 de outubro de 2022 - DeMar DeRozan se tornou o 50º jogador na história a marcar 20.000 pontos.[76]
- 31 de outubro de 2022 - Kevin Durant ultrapassou Vince Carter pelo 19º lugar na lista de cestinhas de todos os tempos.[77]
- 4 de novembro de 2022 - Luka Dončić se tornou o segundo jogador da NBA a marcar 30 ou mais pontos nos primeiros oito jogos de uma temporada, juntando-se a Wilt Chamberlain.[78][79]
- 4 de novembro de 2022 - O Golden State Warriors se tornou o primeiro campeão a começar a temporada 0–6 fora de casa.[80]
- Em comemoração ao dia da eleição nos Estados Unidos, a liga não agendou os jogos da temporada regular em 8 de novembro.[81] A liga, por sua vez, agendou uma lista completa de jogos no dia 7 de novembro com todos os 30 times em ação, com uma programação única que teve os jogos escalonados a cada 15 minutos. O aplicativo móvel da NBA exibiu uma cobertura rápida sem comerciais no NBA CrunchTime.[82][83]
- 13 de novembro de 2022 - Joel Embiid se tornou o primeiro jogador na história da NBA a registrar mais de 50 pontos, mais de 10 rebotes, mais de 5 assistências e mais de 5 bloqueios em um jogo. Ele registrou 59 pontos, o recorde de sua carreira, 11 rebotes, 8 assistências e 7 bloqueios na vitória por 105–98 sobre o Utah Jazz.[84]
- 10 de dezembro de 2022 - o ex-jogador e técnico Paul Silas, pai do atual técnico do Houston Rockets, Stephen Silas, morreu aos 79 anos.[85]
- 20 de janeiro de 2022 - Robert Sarver aceitou um acordo feito para vender suas franquias por um grupo de proprietários liderado pelo CEO da United Wholesale Mortgage, Mat Ishbia, e seu irmão mais velho, Justin Ishbia, por um preço recorde de US$ 4 bilhões de dólares, quebrando um recorde anteriormente detido por Joe Tsai quando ele comprou o Brooklyn Nets de Mikhail Prokhorov em 2019.[86]
- 26 de dezembro de 2022 - Duncan Robinson se tornou o jogador mais rápido a acertar 800 cestas de 3 pontos. Ele o fez em 263 jogos consecutivos, superando o recorde anterior de Luka Dončić em 288 jogos, na vitória sobre o Minnesota Timberwolves.[87]
- 27 de dezembro de 2022 - Luka Dončić se tornou o primeiro jogador na história da NBA a registrar um triplo-duplo de 60 pontos e 20 rebotes (60 pontos, 21 rebotes e 10 assistências) em uma vitória por 126-121 na prorrogação sobre o New York Knicks.[88]
- 29 de dezembro de 2022 - Buddy Hield fez a cesta de três pontos mais rápida desde que jogada a jogada foi registrada pela primeira vez, fazendo isso em 3 segundos.[89]
- 31 de dezembro de 2022 - Luka Dončić se tornou o primeiro jogador na história da NBA a registrar 250 pontos, 50 rebotes e 50 assistências em cinco jogos.[90]
- 2 de janeiro de 2023 - Donovan Mitchell se tornou o sétimo jogador na história da NBA a marcar 70 ou mais pontos em um único jogo. Ele teve 71 pontos, 11 assistências e oito rebotes na vitória sobre o Chicago Bulls. Ele também se tornou o primeiro jogador na história da NBA a marcar pelo menos 70 pontos e registrar pelo menos 10 assistências.[91][92][93]
- 10 de janeiro de 2023 - O Miami Heat fez 40-40 da linha de lance livre em uma vitória contra o Oklahoma City Thunder, quebrando o recorde (39-39) estabelecido pelo Utah Jazz em 1982.[94]
- 13 de janeiro de 2023 - O San Antonio Spurs estabeleceu um recorde de público em um único jogo na temporada regular com 68.323 pessoas no Alamodome em um jogo contra o Golden State Warriors. No entanto, os Spurs perderam o jogo.[95][96][97]
- 15 de janeiro de 2023 - LeBron James se tornou o segundo jogador na história da NBA a marcar 38.000 pontos na carreira.[98]
- 24 de janeiro de 2023 - LeBron James se tornou o primeiro jogador a marcar 40 pontos contra todos os 30 times da NBA com um desempenho de 46 pontos contra o Los Angeles Clippers.
- 31 de janeiro de 2023 - Russell Westbrook ultrapassou Gary Payton como o 10º jogador com mais assistências em todos os tempos.[99]
- 31 de janeiro de 2023 - LeBron James se tornou o primeiro jogador a ter um triplo-duplo em sua 20ª temporada, acumulando 28 pontos, 10 rebotes e 11 assistências em uma vitória por 129–123 na prorrogação sobre o New York Knicks.
- 6 de fevereiro de 2022 - O Conselho de Donos da NBA realizou uma votação aprovando a venda do Phoenix Suns para Mat Ishbia, com uma votação unânime de 29-0 aprovando a venda, com apenas Dan Gilbert do Cleveland Cavaliers se abstendo da votação.[100] A mudança foi oficializada um dia depois.[101]
- 7 de fevereiro de 2023 - LeBron James ultrapassou Kareem Abdul-Jabbar como o maior cestinha de todos os tempos da história da NBA em um jogo contra o Oklahoma City Thunder. Ele ultrapassou os 38.387 pontos de Kareem com um fadeaway sobre Kenrich Williams.[102][103]
- 24 de fevereiro de 2023 - O Sacramento Kings e o Los Angeles Clippers competiram no segundo jogo com maior pontuação da história da NBA. Os Kings derrotaram os Clippers por 176–175 na prorrogação dupla na Crypto.com Arena.
- 26 de fevereiro de 2023 - Damian Lillard se tornou o oitavo jogador na história da NBA a marcar 70 ou mais pontos em um único jogo e o mais velho a fazê-lo aos 32 anos. Ele teve 71 pontos, 6 rebotes e 6 assistências em uma vitória sobre o Houston Rockets. Ele fez 13 cestas de três pontos, ficou apenas a uma cesta de bater o recorde de um único jogo. Ele é o único jogador na história da NBA a marcar pelo menos 70 pontos e acertar pelo menos 10 bolas de três pontos.[104][105][106]
- 29 de março de 2023 - Keegan Murray do Sacramento Kings ultrapassou Donovan Mitchell (187), registrando o maior número de cestas de 3 pontos como um novato em uma única temporada na história da NBA com 188. Ele fez essa façanha em uma vitória por 120-80 contra o Portland Trail Blazers, além de garantir uma vaga do seu time nos playoff após 16 temporadas.[107] Posteriormente, em 4 de abril de 2023, a 4ª escolha geral no draft da NBA de 2022 registrou sua 200ª cesta de 3 pontos em uma vitória por 121–103 contra o New Orleans Pelicans.[108]
- 29 de março de 2023 - O Sacramento Kings garantiu sua primeira vaga no playoff desde 2006 em uma vitória contra o Portland Trail Blazers. Isso marca o fim da mais longa seca de participações em playoffs da história da NBA.[109]
- 18 de Abril de 2023 - O Dallas Mavericks foi multado no valor de 750 mil dólares por causa da decisão de poupar jogadores e perder intencionalmente para o Chicago Bulls. A derrota oficializou a eliminação da equipe dos playoffs, sem conseguir uma vaga no play-in. A investigação da liga concluiu que os Mavericks violaram a política de descanso de jogadores e demonstraram interesse em sair derrotados de quadra, através de atitudes e declarações públicas.[110]

- Pela primeira vez desde a temporada de 2000-01, nenhum time venceu 60 jogos em uma temporada regular completa de 82 jogos.
- Todas as três equipes do Texas perderam os playoffs na mesma temporada pela primeira vez.
- Com o Los Angeles Lakers vencendo o play-in contra o Minnesota Timberwolves em 11 de abril de 2023, todos os quatro times da Califórnia se classificaram para os playoffs na mesma temporada pela primeira vez.
- Pela sexta vez na história, um time com a oitava cabeça de chave derrotou um time com a primeira cabeça de chave na primeira rodada dos playoffs, quando o Miami Heat derrotou o Milwaukee Bucks em cinco jogos. O Heat também se tornou o primeiro time vindo do play-in a vencer uma série de playoffs.
- O Los Angeles Lakers se tornou o segundo time vindo do play-in e o primeiro sétimo cabeça-de-chave na era do Play-In a vencer uma série de playoffs após derrotar o Memphis Grizzlies em seis jogos.
- 28 de Maio de 2023 - A NBA abriu uma investigação sobre o árbitro Eric Lewis por usar uma conta no Twitter.[111]
- 7 de Junho de 2023 - Udonis Haslem, de 42 anos e 363 dias, tornou-se o jogador mais velho a jogar as finais da NBA, superando o recorde anterior de Kareem Abdul-Jabbar em 1989.[112]Referências

1. ↑  Young, Jabari (21 de junho de 2022). «NBA All-Star Game returning to Utah in 2023» (em inglês). New York: CNBC. Consultado em 4 de abril de 2023
2. ↑  «JJ Barea ends his glorious career without playing his last game in San German and without regrets: "I'm calm about finishing" | Rival Times» (em inglês). 21 de julho de 2022. Consultado em 4 de abril de 2023
3. ↑  «Jodie Meeks, a Seasoned NBA Veteran, Takes the International Stage for the First Time» (em inglês). USA Basketball. 3 de setembro de 2022. Consultado em 4 de abril de 2023
4. ↑  «Ex-Nets big LaMarcus Aldridge announces NBA retirement». Yahoo Sports (em inglês). 31 de março de 2023. Consultado em 16 de julho de 2023
5. ↑  Holleran, Andrew (15 de julho de 2023). «Carmelo Anthony Announces His Retirement From The NBA». The Spun: What's Trending In The Sports World Today (em inglês). Consultado em 16 de julho de 2023
6. ↑  «Here are the best NBA players who could be free agents this summer» (em inglês). NBC Sports Chicago. 11 de maio de 2022. Consultado em 4 de abril de 2023
7. ↑  «NBA Docks Multiple Draft Picks From 76ers» (em inglês). Sports Illustrated. 31 de outubro de 2022. Consultado em 4 de abril de 2023
8. ↑  «NBA Docks Multiple Draft Picks From 76ers» (em inglês). Sports Illustrated. 31 de outubro de 2022. Consultado em 4 de abril de 2023
9. ↑  «Lakers demitem Frank Vogel e iniciam nova era após fracasso». Globoesporte.com. 11 de abril de 2022. Consultado em 4 de abril de 2023
10. ↑  «Sacramento Kings fire interim coach Alvin Gentry, miss playoffs for 16th year» (em inglês). USA Today. 11 de abril de 2022. Consultado em 4 de abril de 2023
11. ↑  «Charlotte Hornets fire coach James Borrego after four seasons» (em inglês). ESPN. 11 de maio de 2022. Consultado em 4 de abril de 2023
12. ↑  «Kings hire Mike Brown: Warriors assistant takes over as Sacramento's head coach» (em inglês). CBS. 10 de maio de 2022. Consultado em 4 de abril de 2023
13. ↑  «Darvin Ham é apresentado no Lakers e fala sobre o futuro de Russell Westbrook». TNT Sports. 7 de junho de 2022. Consultado em 4 de abril de 2023
14. ↑  «Quin Snyder to Conclude Tenure as Head Coach of the Utah Jazz» (em inglês). NBA.com. 5 de junho de 2022. Consultado em 4 de abril de 2023
15. ↑  «Charlotte Hornets Name Steve Clifford Head Coach» (em inglês). NBA.com. 24 de junho de 2022. Consultado em 4 de abril de 2023
16. ↑  «Utah Jazz Name Will Hardy Head Coach» (em inglês). NBA.com. 29 de junho de 2022. Consultado em 4 de abril de 2023
17. ↑  «Boston Celtics Suspend Head Coach Ime Udoka» (em inglês). NBA.com. 22 de setembro de 2022. Consultado em 4 de abril de 2023
18. ↑  «Boston Celtics suspend head coach Ime Udoka for 2022-23 season» (em inglês). NBA.com. 22 de setembro de 2022. Consultado em 4 de abril de 2023
19. ↑  «Técnico do Boston Celtics é suspenso por 1 ano por 'relacionamento íntimo' com funcionária da franquia». ESPN Brasil. 22 de setembro de 2022. Consultado em 4 de abril de 2023
20. ↑  «Celtics' Joe Mazzulla named head coach, gets extension» (em inglês). ESPN. 16 de fevereiro de 2023. Consultado em 4 de abril de 2023
21. ↑  «Brooklyn Nets and Head Coach Steve Nash Agree to Part Ways» (em inglês). NBA.com. 1 de novembro de 2022. Consultado em 4 de abril de 2023
22. ↑  «NBA: Brooklyn Nets anuncia saída de Steve Nash após 7 jogos na temporada». UOL. 1 de novembro de 2022. Consultado em 4 de abril de 2023
23. ↑  «Brooklyn Nets Name Jacque Vaughn Head Coach» (em inglês). NBA.com. 9 de novembro de 2022. Consultado em 4 de abril de 2023
24. ↑  «Nate McMillan Relieved of Head Coaching Duties» (em inglês). NBA.com. 21 de fevereiro de 2023. Consultado em 4 de abril de 2023
25. ↑  «Atlanta Hawks Name Quin Snyder Head Coach» (em inglês). NBA.com. 26 de fevereiro de 2023. Consultado em 4 de abril de 2023
26. ↑  «Clippers, Trail Blazers to play preseason game in Seattle». Atlanta: National Basketball Association. Associated Press. 29 de junho de 2022. Consultado em 29 de junho de 2022. Cópia arquivada em 29 de junho de 2022
27. ↑  «Thunder Announces Preseason Game in Tulsa». Oklahoma City: National Basketball Association. 22 de março de 2022. Consultado em 22 de março de 2022. Cópia arquivada em 25 de março de 2022
28. ↑  «Los Angeles Lakers to play 2 preseason games in Las Vegas». Fox5Vegas.com. 1 de junho de 2022. Consultado em 1 de junho de 2022. Cópia arquivada em 1 de junho de 2022
29. ↑  «Charlotte Hornets to host Boston Celtics in NBA preseason game at Greensboro Coliseum». National Basketball Association. 14 de julho de 2022. Consultado em 14 de julho de 2022. Cópia arquivada em 17 de julho de 2022
30. ↑  «New Orleans Pelicans to host preseason game in Birmingham, AL». New Orleans: National Basketball Association. 21 de junho de 2022. Consultado em 21 de junho de 2022. Cópia arquivada em 21 de junho de 2022
31. ↑  «Warriors, Wizards to play 2-game preseason slate in Japan in 2022» (Nota de imprensa). New York City: National Basketball Association. 14 de março de 2022. Consultado em 12 de junho de 2022. Cópia arquivada em 22 de junho de 2022
32. 1 2  Rose, Aaron (3 de agosto de 2022). «Raptors Will Face Jazz & Celtics in Preseason Games in Edmonton & Montreal». Sports Illustrated. Toronto. Consultado em 3 de agosto de 2022. Cópia arquivada em 3 de agosto de 2022
33. ↑  «Bucks, Hawks to play 2 preseason games in Abu Dhabi». Atlanta: Warner Bros. Discovery Sports. Associated Press. 10 de maio de 2022. Consultado em 12 de junho de 2022. Cópia arquivada em 22 de junho de 2022
34. 1 2  «NBA announces schedule for 2022–23 regular season» (Nota de imprensa). New York City: National Basketball Association. 17 de agosto de 2022. Consultado em 17 de agosto de 2022. Cópia arquivada em 17 de agosto de 2022
35. ↑  «76ers center Joel Embiid wins 2022-23 Kia NBA Most Valuable Player award». NBA.com (em inglês). Consultado em 16 de julho de 2023
36. ↑  «Jaren Jackson Jr. named 2022-23 Kia NBA Defensive Player of the Year». NBA.com (em inglês). Consultado em 16 de julho de 2023
37. ↑  «Paolo Banchero named 2022-23 Kia NBA Rookie of the Year». NBA.com (em inglês). Consultado em 16 de julho de 2023
38. ↑  «Malcolm Brogdon named 2022-23 Kia NBA Sixth Man of the Year». NBA.com (em inglês). Consultado em 16 de julho de 2023
39. ↑  «Jazz forward Lauri Markkanen named 2022-23 Kia NBA Most Improved Player». NBA.com (em inglês). Consultado em 16 de julho de 2023
40. ↑  «De'Aaron Fox named 2022-23 Kia NBA Clutch Player of the Year». NBA.com (em inglês). Consultado em 16 de julho de 2023
41. ↑  «Mike Brown wins 2022-23 Coach of the Year Award». NBA.com (em inglês). Consultado em 16 de julho de 2023
42. ↑  «Kings GM Monte McNair named NBA Basketball Executive of the Year». NBA.com (em inglês). Consultado em 16 de julho de 2023
43. ↑  «Mike Conley wins 2022-23 NBA Sportsmanship award». NBA.com (em inglês). Consultado em 16 de julho de 2023
44. ↑  «Stephen Curry wins 2022-23 Kareem Abdul-Jabbar Social Justice Champion award». NBA.com (em inglês). Consultado em 16 de julho de 2023
45. ↑  «Jrue Holiday named 2022-23 Twyman-Stokes Teammate of the Year». NBA.com (em inglês). Consultado em 16 de julho de 2023
46. ↑  Rosa, Francisco. «Heat's Jimmy Butler Named 2023 Eastern Conference Finals MVP». Bleacher Report (em inglês). Consultado em 16 de julho de 2023
47. ↑  «Paolo Banchero headlines 2022-23 Kia NBA All-Rookie teams». NBA.com. 8 de maio de 2023. Consultado em 8 de maio de 2023
48. ↑  «Heat arena named Kaseya Center on 17-yr. deal». ESPN.com (em inglês). 4 de abril de 2023. Consultado em 16 de julho de 2023
49. ↑  «Heat, Miami-Dade terminate FTX deal, seek new arena naming rights; FTX branding already being removed». Sun Sentinel (em inglês). 12 de novembro de 2022. Consultado em 16 de julho de 2023
50. ↑  Wire, S. I. (5 de outubro de 2014). «The NBA's new 9-year TV deal will be worth $24 billion». Sports Illustrated (em inglês). Consultado em 16 de julho de 2023
51. ↑  Martin, Katie Hughes (17 de agosto de 2022). «Bang! ESPN and ABC's Star-Studded 2022-23 NBA Television Schedule». ESPN Press Room U.S. (em inglês). Consultado em 16 de julho de 2023
52. ↑  «NBA on TNT features opening-night matchups, 65 games overall in 2022-23». NBA.com (em inglês). Consultado em 16 de julho de 2023
53. ↑  «NBA TV schedule». Sports Media Watch (em inglês). Consultado em 16 de julho de 2023
54. ↑  Haring, Bruce (23 de abril de 2022). «NFL Plans Christmas Day Tripleheader For 2022 Schedule, Tweaking The NBA's Traditional Big Day». Deadline (em inglês). Consultado em 16 de julho de 2023
55. ↑  «ESPN, ABC to Simulcast Entire NBA Christmas Day Schedule | Barrett Media». barrettsportsmedia.com (em inglês). 17 de outubro de 2022. Consultado em 16 de julho de 2023
56. ↑  «NBA announces schedule for 2022-23 regular season». NBA.com: NBA Communications (em inglês). 17 de agosto de 2022. Consultado em 16 de julho de 2023
57. ↑  Martin, Katie Hughes (17 de agosto de 2022). «Bang! ESPN and ABC's Star-Studded 2022-23 NBA Television Schedule». ESPN Press Room U.S. (em inglês). Consultado em 16 de julho de 2023
58. ↑  https://www.latimes.com/people/andrew-greif (17 de outubro de 2022). «Clippers unveil their vision of future game broadcasts». Los Angeles Times (em inglês). Consultado em 16 de julho de 2023
59. ↑  «All-female ensemble set for broadcast of NBA game on ESPN». NBA.com (em inglês). Consultado em 16 de julho de 2023
60. ↑  «NBA, NBPA announce recognition payments for former ABA players» (em inglês). NBA.com. 12 de julho de 2022. Consultado em 4 de abril de 2023
61. ↑  «NBA adopts Play-In Tournament on full-time basis» (em inglês). NBA.com. 13 de julho de 2022. Consultado em 4 de abril de 2023
62. ↑  «NBA Board of Governors approves heightened penalty for 'transition take foul'» (em inglês). NBA.com. 12 de julho de 2022. Consultado em 4 de abril de 2023
63. 1 2  «NBA, NBPA announce league will permanently retire No. 6 in honor of Bill Russell» (em inglês). Yahoo!. 11 de agosto de 2022. Consultado em 4 de abril de 2023
64. ↑  «NBA players who currently wear No. 6 jersey» (em inglês). NBA.com. 11 de agosto de 2022. Consultado em 4 de abril de 2023
65. ↑  «Nikola Jokic signs historic 5-year extension with Nuggets» (em inglês). NBA.com. 9 de julho de 2022. Consultado em 4 de abril de 2023
66. ↑  «Jokic assina maior contrato da história da NBA; veja novidades da free agency». Globoesporte.com. 30 de junho de 2022. Consultado em 4 de abril de 2023
67. ↑  «NBA statement about independent investigation regarding Robert Sarver and the Phoenix Suns organization» (em inglês). NBA.com. 13 de setembro de 2022. Consultado em 4 de abril de 2023
68. ↑  «Suns' owner Sarver suspended from NBA/WNBA for one year, fined $10 million» (em inglês). Yahoo!. 13 de setembro de 2022. Consultado em 4 de abril de 2023
69. ↑  «Dono do Suns é suspenso e multado por comentários racistas e misóginos». Globoesporte.com. 13 de setembro de 2022. Consultado em 4 de abril de 2023
70. ↑  «Robert Sarver says he's starting process to sell NBA's Phoenix Suns, WNBA's Phoenix Mercury» (em inglês). ESPN. 21 de setembro de 2022. Consultado em 6 de abril de 2023
71. ↑  «Record of 23 Canadians on opening-night rosters as NBA season tips off» (em inglês). Times Colonist. 18 de outubro de 2022. Consultado em 6 de abril de 2023
72. ↑  «Record 23 Canadians on opening-night rosters as NBA season tips off» (em inglês). The Globe and Mail. 18 de outubro de 2022. Consultado em 6 de abril de 2023
73. ↑  «Walker Kessler Makes NBA History In Jazz Debut» (em inglês). KSL Sports. 20 de outubro de 2022. Consultado em 6 de abril de 2023
74. ↑  «Magic's Paolo Banchero becomes first teenager to score over 20 points in first three NBA games» (em inglês). CBS Sports. 23 de outubro de 2022. Consultado em 6 de abril de 2023
75. ↑  «Mavs bounce back, end Banchero's 20-point run to beat Magic» (em inglês). ESPN. 30 de outubro de 2022. Consultado em 6 de abril de 2023
76. ↑  «DeMar DeRozan becomes 50th NBA player to score 20,000 points» (em inglês). NBA.com. 28 de outubro de 2022. Consultado em 6 de abril de 2023
77. ↑  «Kevin Durant reacts to passing Vince Carter on all-time scoring list» (em inglês). USA Today. 1 de novembro de 2022. Consultado em 6 de abril de 2023
78. ↑  «Doncic's 30-point streak hits 8 games as Mavs beat Raptors» (em inglês). ESPN. 4 de novembro de 2022. Consultado em 6 de abril de 2023
79. ↑  «Luka Doncic scores 30-plus for 8th straight game» (em inglês). NBA.com. 6 de novembro de 2022. Consultado em 6 de abril de 2023
80. ↑  «Steve Kerr anticipates Warriors rebounding from winless road trip» (em inglês). ESPN. 7 de novembro de 2022. Consultado em 6 de abril de 2023
81. ↑  «NBA to not schedule any games on Election Day». ESPN.com (em inglês). 16 de agosto de 2022. Consultado em 16 de julho de 2023
82. ↑  «Election Day 2022: NBA schedules no Tuesday games after all 30 teams play Monday night». CBSSports.com (em inglês). 8 de novembro de 2022. Consultado em 16 de julho de 2023
83. ↑  Bucholtz, Andrew (8 de novembro de 2022). «Bert Bondi talks 15-game RedZone-inspired NBA CrunchTime, and production team 'like the Warriors passing the ball'». Awful Announcing (em inglês). Consultado em 16 de julho de 2023
84. ↑  «Embiid scores career-high 59, leads 76ers past Jazz 105-98» (em inglês). ESPN. 13 de novembro de 2022. Consultado em 6 de abril de 2023
85. ↑  «Paul Silas, 3-time NBA champion, longtime coach, dies at 79» (em inglês). ESPN. 11 de dezembro de 2022. Consultado em 6 de abril de 2023
86. ↑  «Mat Ishbia agrees to Suns purchase for record $4 billion» (em inglês). ESPN. 20 de dezembro de 2022. Consultado em 6 de abril de 2023
87. ↑  «Duncan Robinson Becomes The Fastest Player To 800 Threes» (em inglês). NBA.com. 28 de dezembro de 2022. Consultado em 6 de abril de 2023
88. ↑  «Mavericks star Luka Doncic posts historic triple-double in historic comeback» (em inglês). NBA.com. 26 de dezembro de 2022. Consultado em 6 de abril de 2023
89. ↑  «Buddy Hield makes NBA's fastest 3-pointer just 3 seconds into game» (em inglês). NBA.com. 30 de dezembro de 2022. Consultado em 6 de abril de 2023
90. ↑  «Luka Doncic scores 51 points as Mavs pull out win vs. Spurs» (em inglês). ESPN. 30 de dezembro de 2022. Consultado em 6 de abril de 2023
91. ↑  «Donovan Mitchell scores Cavs' franchise-record, career-best 71 points in OT win» (em inglês). NBA.com. 3 de janeiro de 2023. Consultado em 6 de abril de 2023
92. ↑  «Mitchell scores 71 points, Cavs beat Bulls 145-134 in OT» (em inglês). ESPN. 3 de janeiro de 2023. Consultado em 6 de abril de 2023
93. ↑  «Donovan Mitchell faz 71 pontos na vitória dos Cavs sobre os Bulls». Globoesporte.com. 3 de janeiro de 2023. Consultado em 6 de abril de 2023
94. ↑  «Butler, Heat set NBA free throw record, beat OKC 112-111» (em inglês). ESPN. 10 de janeiro de 2023. Consultado em 6 de abril de 2023
95. ↑  «San Antonio Spurs set NBA regular-season game attendance record» (em inglês). NBA.com. 14 de janeiro de 2023. Consultado em 6 de abril de 2023
96. ↑  «Spurs Shatter NBA Single-Game Attendance Record vs. Warriors» (em inglês). Sports Illustrated. 14 de janeiro de 2023. Consultado em 6 de abril de 2023
97. ↑  «Spurs estipula novo recorde de público da NBA em derrota para os Warriors». UOL. 14 de janeiro de 2023. Consultado em 6 de abril de 2023
98. ↑  «LeBron James joins Kareem Abdul-Jabbar as only NBA players with 38K points» (em inglês). Yahoo! Sports. 16 de janeiro de 2023. Consultado em 6 de abril de 2023
99. ↑  «'I'm just truly grateful': Russell Westbrook passes Gary Payton on NBA's all-time assists list» (em inglês). USA Today. 31 de janeiro de 2023. Consultado em 6 de abril de 2023
100. ↑  «NBA board of governors approves sale of Suns, Mercury to Mat Ishbia» (em inglês). ESPN. 7 de fevereiro de 2023. Consultado em 6 de abril de 2023
101. ↑  «Mat Ishbia assumes controlling ownership interest of Phoenix Suns and Phoenix Mercury» (em inglês). NBA.com. 7 de fevereiro de 2023. Consultado em 6 de abril de 2023
102. ↑  «LeBron James passes fellow Lakers legend Kareem Abdul-Jabbar for most points in NBA history» (em inglês). Clutch Points. 7 de fevereiro de 2023. Consultado em 6 de abril de 2023
103. ↑  «Histórico! LeBron James se torna o maior pontuador da NBA». TNT Sports. 7 de fevereiro de 2023. Consultado em 6 de abril de 2023
104. ↑  «Damian Lillard scores career-best 71 points behind 13 3-pointers» (em inglês). ESPN. 27 de fevereiro de 2023. Consultado em 6 de abril de 2023
105. ↑  «NBA Power Rankings: Streaking Bucks back on top; new-look Lakers making moves; struggling Heat take a tumble» (em inglês). CBS Sports. 27 de fevereiro de 2023. Consultado em 6 de abril de 2023
106. ↑  «Lillard tem noite espetacular e anota 71 pontos; veja lista dos maiores pontuadores da NBA». Globoesporte.com. 27 de fevereiro de 2023. Consultado em 6 de abril de 2023
107. ↑  «Kings forward Keegan Murray sets rookie record for 3-pointers made» (em inglês). NBA.com. 30 de março de 2023. Consultado em 6 de abril de 2023
108. ↑  «Kings' Murray achieving more 3-point history is 'dream come true'». NBC Sports Bay Area & California (em inglês). 5 de abril de 2023. Consultado em 16 de julho de 2023
109. ↑  «Sacramento Kings encerra maior jejum de playoffs da história da NBA». Globoesporte.com. 30 de março de 2023. Consultado em 6 de abril de 2023
110. ↑  «Dallas Mavericks é multado em R$ 3,7 milhões pela NBA por derrota intencional». Revista Exame. 18 de março de 2023. Consultado em 22 de abril de 2023
111. ↑  «Sources: NBA investigating ref over alleged tweets». ESPN.com (em inglês). 28 de maio de 2023. Consultado em 16 de julho de 2023
112. ↑  Neumann, Thomas (8 de junho de 2023). «Udonis Haslem Makes NBA History Despite Heat's Loss to Nuggets». Sports Illustrated (em inglês). Consultado em 16 de julho de 2023